# Агаева, Ульвия Джаваншир гызы
Ульвия Джаваншир гызы Агаева (азерб. Ağayeva Ülviyyə Cavanşir qızı; род. 18 сентября 1978, Баку) — депутат парламента Азербайджана V, VI, VII созыва.

## Биография
Родилась 18 сентября 1978 года в Баку. Окончила филологический факультет Азербайджанского университета языков. Получила степень магистра по языковедению. Доктор филологических наук.
Автор 1 монографии, более 100 научных статей.
С 1999 по 2000 год — специалист Azercell Telekom. 
С 2005 по 2008 год — преподаватель Азербайджанского университета кооперации.
С 2008 по 2015 год работала на различных должностях в отделе гуманитарной политики администрации президента Азербайджана.
С 2015 года — старший научный сотрудник Института литературы имени Низами.
Депутат парламента Азербайджана V, VI созывов.
В 2024 году на парламентских выборах в Азербайджане, которые состоялись 1 сентября, одержала победу в Товуз-Газах-Агстафинском избирательном округе №107. Официально избрана депутатом Милли Меджлиса Азербайджана седьмого созыва, первое заседание которого состоялось 23 сентября 2024 года.
В 2018 — 2020 годах являлась заместителем председателя группы свободных демократов ПАСЕ.
Член комитета науки и образования, комитета культуры парламента Азербайджана.
Член делегации Азербайджана в Парламентской ассамблее ОБСЕ. 
Владеет русским и английским языками.
Присвоено звание посла мира Федерации за всеобщий мир.